# Македонски дял от пъкъла
„Македонски дял от пъкъла“ (на македонска литературна норма: „Македонски дел од пеколот“) е игрален филм от СФР Югославия от 1971 година. Режисьор на филма е Ватрослав Мимица, а сценарист Славко Яневски. Филмът има пропаганден характер, като е с изразена македонистка и антибългарска насоченост.

## Актьорски състав
Главните роли се изпълняват от Дарко Дамевски (Тодор Ангелов - Даскала), Коле Ангеловски (Цане), Нада Гешовска (Паца), Павле Вуйсич (Йосиф Дзо), Ацо Йовановски (Коста), Петре Пърличко (Лоче), Илия Милчин (полицейски началник), и сърбите Фабиян Шовагович (български полковник), Неда Спасоевич (Неда), Едо Перочевич (Диме Пафтар), Звонимир Црънко (Шишманов) и Милена Дравич (Велика). Второстепенните роли са на Ацо Стефановски, Димче Стефановски, Димче Трайковски, Димитър Зози, Гоце Влахов, Георги Колозов, Игор Джамбазов, Йосиф Йосифовски, Лиле Георгиева, Любиша Трайковски, Мара Исая, Неда Спасоевич, Панче Васовски Камшик, Петър Арсовски, Петър Стойковски Бабец, Предраг Дишленкович, Шишман Ангеловски, Столе Арангелович, Томе Моловски, Виолета Шапковска, Владимир Гравчевски, Вукан Диневски, Вукосава Донева.

## Сюжет
Действието във филма се развива в края на 1942 година – началото на 1943 година, по време на българското управление във Вардарска Македония през Втората световна война. По това време силата на комунистическата съпротива във Вардарска Македония нараства, което принуждава българските власти да вербуват Диме Пафтар от битолското село Лавци, който предава партизанския ръководител Тодор Ангелевски и впоследствие много от местните хора са измъчвани от българските власти. Филмът завишава мащаба на партизанската война във Вардарска Македония през периода на развитието на сюжета до степен да показва в началните кадри роднини на партизани депортирани от Битолско в Стара България като част от прилагане на тактика на опожарената земя от страна на българските власти и с цел подчертаване на „народосвободителния“ характер на партизанското движение се твърди, че Централният комитет на Македонската комунистическа партия е създаден през втората половина на 1942 година, докато в действителност Югославската комунистическа партия има до 13 март 1943 година само Покрайненски комитет в Македония.

## Награди
- Златна арена за сценарий на Славко Яневски, Панде Ташкоски и Ватрослав Мимица от Фестивала на югославския игрален филм, Пула, 1972 г.
- Първа награда за епизодична роля на Нада Гешовска от Филмовия фестивал в Ниш, 1973 г.[1]